# Metarhaucus
Metarhaucus was een geslacht van hooiwagens uit de familie Cosmetidae.
De wetenschappelijke naam Metarhaucus is voor het eerst geldig gepubliceerd door F.O. Pickard-Cambridge in 1905.

## Soorten
Eerder, Metarhaucus omvatte vroeger de volgende 11 soorten:
- Metarhaucus conspicuus = Rhauculus conspicuus
- Metarhaucus devillei = Rhaucoides devillei
- Metarhaucus fuscus = syn. Rhaucus serripes
- Metarhaucus lojanus = Rhauculus lojanus
- Metarhaucus ohausi = Rhauculus ohausi
- Metarhaucus reimoseri = Reimoserius reimoseri
- Metarhaucus reticulatus = syn. Rhaucus serripes
- Metarhaucus serrifemur = Rhauculus serrifemur
- Metarhaucus trilineatus = Rhaucus trilineatus
- Metarhaucus unicolor = Rhauculus unicolor
- Metarhaucus variatus = syn. Rhaucoides devillei